# Hypopterygium nematosum
Hypopterygium nematosum är en bladmossart som beskrevs av C. Müller 1896. Hypopterygium nematosum ingår i släktet Hypopterygium och familjen Hookeriaceae. Inga underarter finns listade i Catalogue of Life.